# Neoblattella unifascia
Neoblattella unifascia är en kackerlacksart som beskrevs av Morgan Hebard 1926. Neoblattella unifascia ingår i släktet Neoblattella och familjen småkackerlackor.
Artens utbredningsområde är Franska Guyana. Inga underarter finns listade i Catalogue of Life.